# Talat Xhaferi
Talat Xhaferi eller Talat Džaferi (makedonsk: Талат Џафери; født 15. april 1962 i landsbyen Forino ved Gostivar) er en makedonsk politiker som har var premierminister i Nordmakedonien fra januar til juni 2024. Talat Xhaferi var den første etniske albaner som var premierminister i Nordmakedonien.
Han var formand for Republikken Nordmakedoniens parlament fra 2017 til 2024 og forsvarsminister fra 2013 til 2014.

## Ungdom og militær karriere
Xhaferi blev født 1962 i nærheden af Gostivar i det daværende Jugoslavien (nu Nordmakedonien). Han er uddannet på et militærakademi i Beograd og sluttede sig efterfølgende til Jugoslaviens hær, hvor han gjorde karriere indtil Jugoslaviens opløsning. Xhaferi blev officer i Makedoniens hær, da landet erklærede sin uafhængighed i 1991. Da konflikten i Makedonien 2001 brød ud, var han udstationeret i Tetovo. Han deserterede fra den makedonske hær for at tilslutte sig den albanske oprørshær. Konflikten sluttede ved undertegnelsen af Ohridaftalen i august 2001 som gav større rettigheder til etniske albanere, og medlemmerne af National Befrielseshær (UÇK), herunder Talat Xhaferi, fik amnesti.

## Politisk karriere
Efter konflikten i 2001 tilsluttede Xhaferi sig det albanske politiske parti Demokratisk Union for Integration. Han var viceforsvarsminister fra 2004 til 2006. Xhaferi var medlem af Nordmakedoniens parlament fra 2008 til 2013. I 2012 gjorde han sig bemærket ved at forhindre vedtagelsen af en lov om militære veteraner ved at holde meget lange taler i parlamentet. Han blev forsvarsminister i 2013 hvilket udløste voldelige protester i Skopje i 2 dage hvor 3000 demonstranter kæmpede mod politiet.
I april 2017 blev Xhaferi valgt til formand for det makedonske parlament, støttet af en koalition af albanske nationale partier og det socialdemokratiske oppositionsparti SDSM, hvilket udløste optøjer i parlamentsbygningen. Partiet VMRO-DPMNE betegnede det som et kup. Efterfølgende brød demonstranter ind i parlamentsbygningen, slog journalister og parlamentsmedlemmer og måtte fjernes af politiet.
Den 25. januar 2024 trådte Xhaferi tilbage som parlamentsformand, efter at Dimitar Kovačevskis regering var trådt tilbage, for at forberede sig på at blive valgt som leder af en teknokratregering, der i overensstemmelse med Pržinoaftalen skal lede landet i de 100 dage, der går forud for parlamentsvalget, som er planlagt til den 8. maj. Han tiltrådte som premierminister 28. januar 2024.